# Азове
А́зове (каз. Азовое) — село у складі Уланського району Східноказахстанської області Казахстану. Входить до складу Азовського сільського округу.
Населення — 87 осіб (2021; 215 у 2009, 198 у 1999, 272 у 1989).
Національний склад станом на 1989 рік:
- росіяни — 62 %
- казахи — 30 %

Станом на 1989 рік село називалось Азовське.